# Fernando Poggi
Fernando Poggi (Buenos Aires, 18 de julio de 1976) es un exjugador profesional y actual entrenador argentino de pádel. Su triunfo más resonante fue haberse coronado campeón del Campeonato Mundial de Pádel por parejas, junto a Cristian Gutiérrez. En su extensa trayectoria alcanzó 2 finales de Padel Pro Tour y anteriormente se consagró en torneos internacionales de la Federación Española. Además de Gutiérrez, jugó junto a otros grandes de la historia del pádel como Jordi Muñoz, Javier Siro, Maxi Grabiel, Pablo Lima y Sanyo Gutiérrez, entre otros.

## Campeonato del Mundo por Parejas

### Títulos
| N.º | Año                | Torneo    | Pareja             | Oponentes en la final   | Resultado   |
| --- | ------------------ | --------- | ------------------ | ----------------------- | ----------- |
| 1.  | 1 de abril de 2012 | Barcelona | Cristian Gutiérrez | Pablo Lima Juani Mieres | 6-2 6-7 6-3 |

## Padel Pro Tour (desde 2006)

### Finales
| N.º | Año                     | Torneo   | Pareja             | Oponentes en la final                 | Resultado   |
| --- | ----------------------- | -------- | ------------------ | ------------------------------------- | ----------- |
| 1.  | 27 de noviembre de 2011 | Valencia | Maxi Grabiel       | Pablo Lima Juani Mieres               | 7-5 2-6 0-6 |
| 2.  | 27 de mayo de 2012      | Madrid 1 | Cristian Gutiérrez | Juan Martín Díaz Fernando Belasteguín | 5-7 1-6     |